# Nelepeč-Žernůvka
Nelepeč-Žernůvka là một làng thuộc huyện Brno-venkov, vùng Jihomoravský, Cộng hòa Séc.